# アントニオ・メネセス
アントニオ・メネセス（Antonio Meneses, 1957年8月23日 - 2024年8月3日）はブラジル出身のチェロ奏者。アントニオ・メネゼスとも表記される。

## 人物・来歴
ブラジルのレシフェに生まれる。リオデジャネイロ歌劇場の首席ホルン奏者であった父親の勧めで10歳からチェロを始めた。14歳でリオデジャネイロの交響楽団に入団する。16歳になると、南米ツアー中のチェロ奏者アントニオ・ヤニグロと出会い、ドイツへと渡る。デュッセルドルフのロベルト・シューマン大学、シュトゥットガルト音楽演劇大学でヤニグロの指導を受ける。 1977年にミュンヘン国際音楽コンクール、1982年にチャイコフスキー国際コンクールで優勝する。
2024年8月3日、スイスのバーゼルで死去。晩年には進行性の脳腫瘍である膠芽腫と診断され、スイスで化学療法を受けていた。

## チェロ奏者としての活動
ベルリン・フィルハーモニー管弦楽団、ウィーン・フィルハーモニー管弦楽団、ロンドン交響楽団、BBC交響楽団、イスラエル・フィルハーモニー管弦楽団、サンクトペテルブルク・フィルハーモニー交響楽団、ロイヤル・コンセルトヘボウ管弦楽団、ニューヨーク・フィルハーモニック、ワシントン・ナショナル交響楽団、NHK交響楽団などの主要オーケストラと共演を重ねている。
ヘルベルト・フォン・カラヤン、リッカルド・ムーティ、マリス・ヤンソンス、ネーメ・ヤルヴィ、クラウディオ・アバド、アンドレ・プレヴィン、リッカルド・シャイー、ユーリ・テミルカーノフ、ムスティスラフ・ロストロポーヴィチ、クルト・マズアなどの、名だたる指揮者と共演している。
また、カザルス音楽祭、ザルツブルク音楽祭、プラハの春音楽祭、モーストリー・モーツァルト、ルツェルン音楽祭などの音楽祭にも多数招かれている。
1998年よりボザール・トリオのメンバーとなる。
演奏活動に加え、イタリア・シエーナのキジアーナ音楽院での夏期講習、スイスのベルン大学にて後進の指導にもあたっている。

## 使用している楽器
1730年頃にナポリで作られたアレッサンドロ・ガリアーノ（イタリア語版）のチェロを使用している。一時期、パブロ・カザルスが使用していたマッテオ・ゴフリラー製作のチェロを使用していた。

## その他
「もも」という名前の柴犬を飼っている。